# Lignières (Somme)
Lignières (picardisch: Lignère-lès-Roé) ist eine nordfranzösische Gemeinde mit 146 Einwohnern (Stand 1. Januar 2022) im Département Somme in der Region Hauts-de-France. Die Gemeinde liegt im Arrondissement Montdidier und gehört zum Kanton Roye.

## Geographie
Die Gemeinde liegt in einigem Abstand südlich der Avre in der Landschaft Santerre, rund sieben Kilometer nordöstlich von Montdidier an der Départementsstraße D135E nach Guerbigny. Das südliche Gemeindegebiet wird von der abgebauten Bahntrasse von Roye nach Montdidier berührt. Zu Lignières gehört das Gehöft Petit Hangest.

## Geschichte
Im Ersten Weltkrieg wurde vor und während der Somme-Schlacht südwestlich des Bahnhofs Le Quesnel ein 40-cm-Eisenbahngeschütz aufgestellt und betrieben. Die Gemeinde erhielt als Auszeichnung das Croix de guerre 1914–1918.

## Einwohner
| 1962 | 1968 | 1975 | 1982 | 1990 | 1999 | 2006 | 2010 |
| ---- | ---- | ---- | ---- | ---- | ---- | ---- | ---- |
| 181  | 191  | 155  | 149  | 149  | 120  | 139  | 145  |

## Verwaltung
Bürgermeister (maire) ist seit 2001 Gilbert Lejuste.	